# EWJ
株式会社EWJ（イーダブリュジェイ）は、東京都港区南青山に本社を置く企業。かつてカバードワラント専業の証券会社であった。ゴールドマン・サックス証券からeワラント事業(ワラントのトレーディングデスク)がスピンオフし設立。eワラントは元ゴールドマン・サックス証券eコマース部長、土居雅紹によって開発。2018年2月より株式会社CAICA DIGITAL が100%の議決権を保有している。カイカ証券が発行するカバードワラントの一種であるeワラントはオプション取引を個人投資家向けに証券化した金融商品。

## 概要
eワラント証券は、日本でのカバードワラント市場をリードしてきたゴールドマン・サックス証券からeワラント事業を譲り受け、継承・発展させることを目的として設立された。カイカ証券のホームページによるとカバードワラントの商品設計、システム開発・安定運用、リスク管理について、高度の専門知識と経験を持つスタッフを擁しているとある。

## 沿革
- 2000年3月 -ゴールドマン・サックス証券が日本におけるカバードワラント事業を開始。
- 2009年9月28日 - タイガー・トラストがeワラント証券を設立。
- 2011年8月 - eワラント証券株式会社営業開始。
- 2018年2月1日 - 主要株主がタイガー・トラストから株式会社カイカ（現・CAICA DIGITAL ）へ移動。
- 2021年11月1日 - eワラント証券株式会社から「カイカ証券株式会社」に商号変更[2]。
- 2022年2月14日 - 金融メディアMarket αを開始。
- 2023年11月22日 - 第一種金融商品取引業と投資運用業を廃止。
- 2023年12月1日 - 株式会社EWJに商号を変更。

eワラント自体の沿革はeワラントを参照。

## 参照
1. 1 2  株式会社EWJ 第16期決算公告
2. ↑  ＣＡＩＣＡグループ本日11月１日（月）より社名変更